# Xanthorhoe radiata
Xanthorhoe radiata là một loài bướm đêm trong họ Geometridae.